# Firmino Monteiro

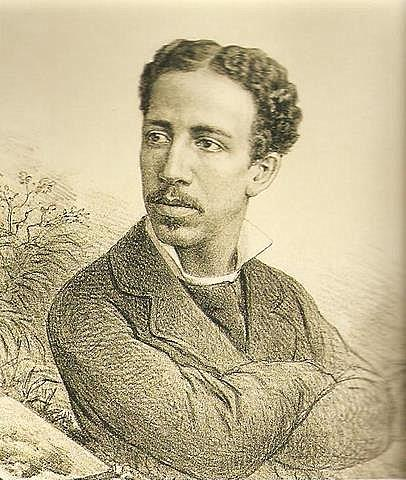
Retrato de Firmino Monteiro por Angelo Agostini, 1882, litografía

Antônio Firmino Monteiro (Río de Janeiro, 22 de febrero de 1855 — Niterói, 3 de julio de 1888) fue un pintor e impresor brasileño del siglo XIX.

## Trayectoria
Nacido en Río de Janeiro en 1855, era un artista negro de origen modesto. Tuvo que trabajar desde muy joven como encuadernador, impresor y dependiente para ayudar a la subsistencia de su familia. Estas circunstancias hicieron que empezara a estudiar tarde.
En la década de 1870, en Río de Janeiro, asistió a la Academia Imperial de Bellas Artes (AIBA), donde estudió con João Zeferino da Costa, Victor Meirelles, Agostinho José da Mota y Pádua Castro, entre otros.
Inicialmente se dedicó al paisaje, presentando lienzos de cuidada factura como Paisagem de Niterói y Cascata do Itamarati, principalmente escenas pintorescas del Río de Janeiro de la segunda mitad del siglo XIX. Según el crítico de arte Gonzaga Duque, sus pequeños cuadros de este género están realizados con un sentimiento melancólico, algunos con una suavidad apasionada y nostálgica, otros más secos y ásperos, pero siempre expresando cierta tristeza.
Firmino Monteiro también se dedicó a la pintura de historia, tras el éxito de la Fundação da Cidade do Rio de Janeiro. Entre sus obras destacan Anchieta Ecreve sobre a Areia o Poema à Virgem, Um Episódio da Retirada da Laguna (Un episodio de la retirada de Laguna), Exéquias de Camorim (funeral de Camorim) (h.1879) y Camões em seu Leito de Morte (Camões en su lecho de muerte).
Estudió en Europa, adonde viajó en 1880 gracias a la ayuda del emperador Pedro II de Brasil. En 1884, participó en la XXVI Exposición General de Bellas Artes, donde expuso 18 paisajes y cinco cuadros históricos, por los que recibió el título de Caballero de la Orden Imperial de la Rosa, conferido por el emperador.
Entre 1885 y 1887 viajó a Europa para ampliar estudios, permaneciendo más tiempo en París. A su regreso, enseñó pintura en la Escuela de Bellas Artes de Bahía, y teoría de la perspectiva y de las sombras en el Liceo de Artes y Oficios de Bahía, en Salvador, donde permaneció poco tiempo. Creó composiciones con temas históricos y religiosos, pinturas de género y paisajes. Firmino Monteiro mostró interés por cuestiones técnicas de la pintura, como la química de los pigmentos.
El último registro de la actividad de Monteiro data de 1887, como miembro de la comisión para la Exposición General de Bellas Artes. Su nombre no volvería a aparecer hasta el 4 de julio de 1888, cuando se anunció la noticia de su muerte a los 33 años.

## Algunas obras
- O vidigal
- Um vendedor de balas e jornais, fósforos!
- Camões no seu leito de morte
- Episódio da retirada da Laguna